# Rio Tinto Alcan
Rio Tinto Alcan Inc. (по-русски произносится Рио Тинто Алкан Инк.) — канадская металлургическая компания, ведущий в мире производитель алюминия. Штаб-квартира — в Монреале.

## История
Основана в 1902 году под названием Alcan как дочерняя компания Alcoa (отделилась от неё в 1928 году). Название происходит от Aluminum Company of Canada Limited. В 1982 году поглотила компанию British Aluminium (англ.).

### Слияние Rio Tinto и Alcan
В 2007 году компания подверглась враждебному поглощению со стороны Alcoa, собирающейся купить её за $27,93 млрд. 13 июля стало известно, что Alcan договорилась о слиянии с горнорудной компанией Rio Tinto. В результате сделки по слиянию алюминиевых активов Rio Tinto и Alcan, завершённой в ноябре 2007 года, была образована единая компания со штаб-квартирой в Монреале. Эта сделка вывела объединённую компанию в мировые лидеры по производству алюминия, обогнав «Русал».

## Собственники и руководство
Президент — Ричард Иванс (Richard Evans).

## Деятельность
В 2006 году Alcan выпустила 3,4 млн т алюминия, получив $23,64 млрд выручки и $1,79 млрд чистой прибыли.